# Apple IIgs
Der Personal Computer Apple IIGS wurde im September 1986 als Nachfolger des Apple IIe eingeführt. Es war das fünfte und letzte Modell der Apple-II-Baureihe, wenn man den Apple IIc Plus, eine nur in den USA angebotene, lediglich schnellere Variante des Apple IIc nicht mitzählt. Der Apple IIGS war der letzte Computer, den Apple-Mitgründer und Vater der Apple-II-Serie, Steve Wozniak, für Apple konzipiert hatte, bevor er im Februar 1985 seine aktive Ingenieurtätigkeit bei Apple beendete; danach blieb er weiterhin Angestellter, nahm aber für Apple nur noch PR-Aufgaben wahr.
Das „GS“ steht für engl. „Graphics“ und „Sound“. Der Apple IIGS war eine Hybridmaschine, die einerseits Soft- und Hardware der Apple II-Reihe nutzen konnte und auf der anderen Seite (allerdings nicht pünktlich zur Markteinführung) eine ähnliche graphische Benutzeroberfläche wie die vom Macintosh mitbrachte. Im Gegensatz zur schwarz-weißen Darstellung der Macintoshs der damaligen Zeit wurde hier erstmals auf einem Apple-Rechner ein farbiges GUI geboten; die damaligen Macs hatten allerdings eine höhere vertikale Bildauflösung und waren deutlich schneller.

## Geschichte
Der IIGS besaß im Vergleich zu allen vorigen Rechnern der Apple-II-Serie eine echte 16-Bit-Architektur, eine höhere Taktfrequenz, einen direkten Zugriff auf mehrere Megabyte Speicher, ein neues Design, eine Unterstützung von 3,5-Zoll-Diskettenlaufwerken mit mehr Speicherkapazität und eine Maus als Standardausstattung (Extrakosten für Apple IIe/IIc ca. 300 DM). Tastatur und Maus wurden über den neuartigen Apple Desktop Bus (ADB) angeschlossen, der als einer der technischen Vorfahren des Universal Serial Bus gilt.
Apple musste zur damaligen Zeit ein konkurrenzfähiges Produkt in Preis und Leistung gegen den Atari ST und den Commodore Amiga (der IBM-PC hatte zum damaligen Zeitpunkt noch keine nennenswert verbreitete graphische Oberfläche) auf den Markt bringen, ohne dabei den hochpreisigen Apple Macintosh zu gefährden.
Für Nutzer, die keine alte 8-Bit-Software, sondern nur neue 16-Bit-Software anwenden wollten, war das Preis/Leistungs-Verhältnis des Apple IIGS im Vergleich zu seinen direkten Mitbewerbern Atari ST und Commodore Amiga deutlich schlechter – der Apple bot weniger Geschwindigkeit und weniger Grafikbeschleunigungs-Möglichkeiten für Spiele zu einem höheren Preis, so dass dann auch wesentlich weniger Spiele für das System erschienen. Nur auf den Nebenschauplätzen Qualität der Verarbeitung, Qualität der Dokumentation und Kompatibilität zu bestehender Software war der Apple seinen Konkurrenten überlegen. Erst später konnte mit dem verzögert fertiggestellten Betriebssystem GS/OS auf einem weiteren Gebiet Boden wieder gut gemacht werden, da dieses weitaus stabiler lief als die zur gleichen Zeit vorhandenen Konkurrenzprodukte.
Zur damaligen Zeit gab es bei Apple intern so viel Streit, dass beide Gründer ihre aktive Mitarbeit beendeten, Steve Jobs verließ das Unternehmen sogar vollständig. Der „Volksmund“ war der Meinung, dass sich Apple damit selbst aus dem Markt geschleudert hat, da bei Apple nicht die richtigen Leute die Firma gelenkt haben. Der Apple IIGS wurde kaum noch weiterentwickelt – es erschien 1989 eine „ROM 3“ genannte, um diverse Fehler bereinigte Version mit mehr fest eingebautem Speicher und etwas verbessertem Betriebssystem, die aber keine Geschwindigkeitssteigerung und keine echten neuen Features bot – die Firma hat sich ganz auf den Macintosh konzentriert. Die Apple II-Linie wurde bis 1992 hergestellt.

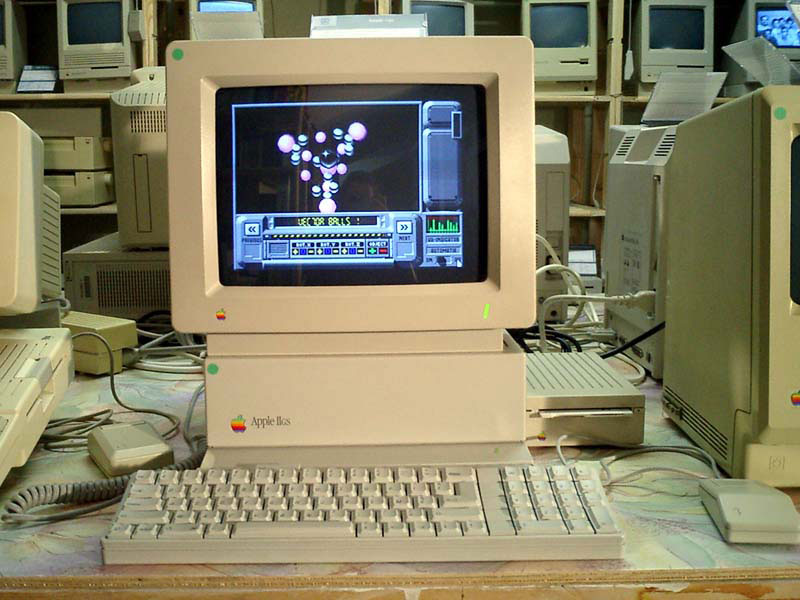
IIgs mit Peripherie: Monitor, Tastatur, Laufwerk, Maus

## Technische Daten

### Hauptprozessor
Der Hauptprozessor war ein 16-Bit-65816/65C816-Prozessor von Western Design Center (WDC), der eine Softwarekompatibilität zum 8-Bit-6502/65C02 von MOS Technology des Apple II/IIe/IIc herstellen konnte. Ein Softwareschalter im Prozessor entschied, ob der Prozessor im 8-Bit-Emulationsmodus (emulation mode) oder im 16-Bit-Modus (native mode) lief. Im 8-Bit-Modus konnte er mit denselben Befehlen wie ein Apple II/IIe/IIc angesprochen werden und lief damit auch mit dessen Software (mit der Wahl zwischen den beiden Geschwindigkeiten 1 bzw. 2,8 MHz), allerdings auch mit demselben Speicherlimit von 64 KiB Adressraum (emulierter 16-Bit-Adressbus), welches durch Bank Switching nur indirekt umgangen werden konnte. Der Prozessor wird heute noch hergestellt.
Die Nummer „65“ in der Produktbezeichnung des WDC 65816/65C816 bezeichnet die Kompatibilität zum 6502/65C02 von MOS Technology. Die Nummer „816“ bedeutet, dass der Prozessor im 8- und 16-Bit-Modus arbeiten kann. Der Prozessor kann im 16-Bit-Modus (mit 24-Bit-Adressbus) maximal 16 MiB RAM adressieren. Hardwarebeschränkungen verhindern allerdings im IIGS einen Speicherausbau über 8,25 MiB hinaus (beim späteren Modell 9,125 MiB).

### Speicher – RAM
Der IIGS von 1986 verfügte über 256 KiB RAM, das Modell von 1989 hatte 1,125 MiB. Der RAM war aufgeteilt in jeweils 128 KiB (jeweils 4 Chips) „schnellen“ und „langsamen“ RAMs. Der „schnellere“ Speicher wurde nur für Programme verwendet. Der „langsamere“ Speicher, der dem Speicher des Apple IIe entsprach, wurde für die Bildschirmausgabe, I/O-Verarbeitung und als Systemspeicher verwendet. Beim 1989er-Modell gab es weiterhin 128 KiB langsamen Speicher, aber 1 MiB schnellen. Für 16-Bit-Programme standen bei 256 KiB RAM maximal 176 KiB RAM zur Verfügung (128 KiB schneller RAM + Systemspeicher, je nach Auflösung und Ausstattung (Erweiterungskarten)). Der RAM-Speicher konnte durch Erweiterungskarten auf maximal 8,25 MiB (1989er-Modell: 9,125 MiB) erweitert werden, wobei Erweiterungen über die von der Firma Apple maximal offiziell unterstützten 4,25 bzw. 5,125 MiB Änderungen im Betriebssystem erfordern. Die Erweiterungen vergrößern nur den „schnellen“ Speicher, der „langsame“ bleibt immer bei 128 KiB.
Fast alle IIGS-spezifischen Programme, einschließlich aller außer der frühesten Versionen des GS/OS-Betriebssystems, erfordern einen Speicherausbau von insgesamt mindestens 1 MiB. Auf dem 1986er-Modell lassen sich ohne Speichererweiterungskarte fast nur die herkömmlichen 8-Bit-Programme des Apple IIe/IIc nutzen. Ab 4 MiB laufen praktisch alle existierenden Programme problemlos, ein darüber hinausgehender Speicherausbau dient dann nur noch dazu, die Häufigkeit und Dauer von Laufwerkszugriffen zu reduzieren.

### Speicher – ROM
Der IIGS verfügte über 128 KiB ROM (1986er-Modell) bzw. 256 KiB ROM (1989er-Modell). Der ROM konnte durch Erweiterungskarten auf maximal 1,125 MiB bzw. 1,25 MiB erweitert werden, wovon aber kaum Gebrauch gemacht wurde.

### Sound
Der Apple IIGS hatte – im Gegensatz zu seinen Vorgängern, die ohne zusätzliche Soundkarten nur eine noch einfachere Variante des PC-Systemlautsprechers boten – auf der Hauptplatine einen Ensoniq ES-5503-DOC (digital oscillator chip)-Soundchip vom Entwickler des MOS Technology SID, wie ihn z. B. auch Ensoniq selbst für seine Synthesizer Mirage, ESQ-1 und SQ-80 verwendete. Dieser Chip adressierte im Apple II GS einen eigenen Sample-Speicher von 64 KiB. Der Chip beinhaltete einen Analog/Digital-Wandler und 32 über einen dedizierten multiplizierenden Digital/Analog-Wandler ausgegebene Oszillatoren; von diesen verwendete Apple in der Firmware des IIGS zwei für interne Zwecke, die restlichen wurden für die Tonerzeugung verwendet, entweder als 15 Stereo-Stimmen oder als 30 Mono-Stimmen. Weiterhin war der Chip in der Lage, Töne über die so genannte Wavetable-Synthese zu erzeugen. Hierzu waren zwei Digital/Analog-Wandler zu je 8 Bit vorhanden, welche als multiplizierender DAC verschaltet waren. so dass auch bei niedrigen Lautstärken die Wellenformen mit vollen 8 Bit Auflösung dargestellt wurden. Die Wellenformausgabe wurden von einem den externen Sample-Speicher adressierenden Phasenakkumulator gespeist. Somit war der Ensoniq 5503 in der Lage, ähnlich dem damals größten Konkurrenzprodukt Commodore Amiga, digitalen Stereo-Ton zu erzeugen. Apple allerdings beschränkte die Tonausgabe, indem nur ein Mono-Anschluss für Kopfhörer/Lautsprecher eingebaut wurde. Mit Hilfe einer zusätzlichen (passiven) Erweiterungskarte konnte ein Stereo-Ausgangssignal gewonnen werden.
Apple Corps, die Rechtefirma der Beatles, strengte wegen dieser Soundmöglichkeiten eine Klage gegen Apple Computer an, da sie nach deren Ansicht gegen die Abmachung zwischen den beiden Firmen verstießen, dass Apple Computer den Namen Apple nur tragen durfte, solange sie nicht im Musik-Business tätig wurden. Als Konsequenz verbaute Apple Computer danach viele Jahre in den Macintosh-Modellen keine dedizierten Soundchips mehr.

### Grafik
Der integrierte Grafikchip verfügte über eine 12-bit-Farbpalette (4096 Farben) und konnte zusätzlich zu den Grafikmodi des Apple IIe folgende weitere Modi anzeigen:
- 320×200 mit 16 Farben
- 320×200 mit 16 Farbpaletten zu je 16 Farben: Hier konnte jede Bildzeile mit einer anderen Farbpalette versehen werden. Dies ermöglichte eine Darstellung von theoretisch 256 Farben.
- 320×200 mit 200 Farbpaletten zu je 16 Farben: Hier konnte jede Bildzeile mit einer Farbpalette versehen werden, was eine Darstellung von theoretisch 3200 Farben ermöglichte.
- 320×200 mit 200 Farbpaletten zu je 15 Farben + eine Füllfarbe.
- 640×200 in vier Farben: Dieser Modus wurde nur für die Menübedienung und für das Apple-Logo verwendet.
- 640×200 in 16 simulierten Farben: Hier wurde mit Hilfe zweier Farbpaletten zu je vier Farben, die jeweils in einem anderen Bildbereich verwendet wurden, eine Darstellung von 16 Farben simuliert. Dieser Modus war der Modus für Büroprogramme. Solche Modi waren zu dieser Zeit durchaus üblich.

### Stromversorgung der Echtzeituhr
Eine ½AA-Batterie mit 3,6 V, bei frühen Modellen fest verlötet, bei späteren Hauptplatinenversionen austauschbar.